# Robert Clift
Robert Clift, född den 1 augusti 1962 i Newport, Storbritannien, är en brittisk landhockeyspelare.
Han tog OS-guld i herrarnas landhockeyturnering i samband med de olympiska landhockeytävlingarna 1988 i Seoul.